# Avatar: Gra komputerowa
James Cameron's Avatar: The Game – gra komputerowa wydana w 2009 roku na PC, Xbox 360, Wii i Nintendo DS oraz PS3 i PSP, stworzona przez Ubisoft Entertainment, inspirowana filmem Avatar wyreżyserowanym przez Jamesa Camerona. Fabuła gry rozgrywa się tam gdzie fabuła filmu - na Pandorze, księżycu fikcyjnej planety pozasłonecznej. W grze występują również przedstawieni w filmie rdzenni mieszkańcy Pandory, Na'Vi, jednak fabuła gry nie przypomina filmowej, a jedyne postacie występujące zarówno w filmie jak i grze to dr Grace Augustine i pilotka Trudy Chacon. W grze możemy wybrać frakcję Na'Vi lub korporacji RDA, co ma wpływ na dalszy tok fabuły.
W grze pojawia się wiele nowych stworzeń i pojazdów, które nie były pokazane w filmie. Istnieje możliwość wyboru płci postaci gracza, lecz jego imię to zawsze Able Ryder. Fabuła gry dzieje się przed wydarzeniami z filmu.
Po przejściu samouczka gracz ma możliwość wyboru między sterowaniem postacią człowieka lub awatara. Wybór ten jest permanentny i skutkuje śmiercią niewybranej postaci. 
Grając postacią człowieka gracz tworzy armie do podbicia Pandory, zaś grając jako awatar tworzy się armie tubylców walczące przeciwko korporacji.

## Reakcja
Krytycy przyjęli grę z mieszanymi uczuciami; na portalu Metacritic otrzymała od recenzentów jedynie 59 punktów na 100, zaś ocena graczy to 7,1 na 10 (stan na marzec 2021). Grze zarzucono zbytnią prostotę fabuły oraz zbyt nieskomplikowane zadania dawane graczowi. Jeff Marchiafava z Game Informer stwierdził, że siły frakcji nie są zrównoważone, czyniąc stronę Na'Vi o wiele słabszą w porównaniu do RDA, zarzucił również grze źle wykonaną sztuczną inteligencję stworzeń. Erik Brudvig z IGN stwierdził, że gra zbyt szybko zmusza gracza do podjęcia decyzji o wyborze frakcji, skrytykował również rozwój umiejętności postaci. Pochwalił jednak wykonanie graficzne świata gry oraz minigrę przypominającą Ryzyko, dającą bonusy w grze.